# José María Sagardui
José María Sagardui, també conegut pel nom de guerra Gatza, (Amorebieta, 10 de juliol de 1958) és un activista polític basc, militant d'Euskadi Ta Askatasuna (ETA). Ha estat el pres de l'organització que ha passat més anys a la presó per participació en activitats delictives amb objectius polítics.
Capturat per la policia el 1980, fou posteriorment jutjat per pertinença a banda armada i tres assassinats. Ha passat per catorze presons i ha participat en tretze vagues de fam, en les quals ha dejunat un total de 190 dies.
Segons ell mateix, quan va ser empresonat hi havia uns altres 130 presos de l'esquerra abertzale, xifra que el 2005 ja era superior a 700.
En el seu 26è aniversari com a pres es trobava reclòs a la presó de Jaén. Se li ha aplicat durant deu anys el règim penitenciari de primer grau en primera fase, el més extrem. El 1995 va acabar de complir tres quartes parts de la seva condemna.
La seva excarceració es va produir el 13 d'abril de 2011.